# Richardia
Genre
Richardia est un genre de plantes de la famille des Rubiacées.

## Liste d'espèces
Selon BioLib (21 janvier 2025) :
- Richardia brasiliensis Gomes
- Richardia grandiflora (Cham. & Schlecht.) J.A. & J.H. Schultes
- Richardia humistrata (Cham. & Schltdl.) Steud.
- Richardia scabra L.
- Richardia tricocca (Torr. & Gray) Standl.

Selon ITIS (21 janvier 2025) :
- Richardia brasiliensis Gomes
- Richardia grandiflora (Cham. & Schltdl.) Schult. & Schult. f.
- Richardia humistrata (Cham. & Schltdl.) Schult. & Schult. f.
- Richardia scabra L.
- Richardia tricocca (Torr. & A. Gray) Standl.

Selon NCBI (21 janvier 2025) :
- Richardia teevani Curran, 1934

Selon Tropicos (21 janvier 2025) (Attention liste brute contenant possiblement des synonymes) :
- Richardia acutifolia (K. Krause) Standl. ex Hoehne
- Richardia adscendens (DC.) Steud.
- Richardia aethiopica (L.) Spreng.
- Richardia albomaculata Hook.
- Richardia angustiloba Schott
- Richardia arenicola (Britton & P. Wilson) W.H. Lewis & R.L. Oliv.
- Richardia astroites (K. Schum.) Kuntze
- Richardia aurata Mottet
- Richardia boliviensis W.H. Lewis & R.L. Oliv.
- Richardia brasiliensis Gomes
- Richardia ciliata (Britton & P. Wilson) W.H. Lewis & R.L. Oliv.
- Richardia coldenioides Rusby
- Richardia cruciata Rusby
- Richardia divergens (Pohl ex DC.) Steud.
- Richardia elliottiana W. Watson
- Richardia emetica (Mart.) Schult. & Schult. f.
- Richardia gandarae Rzed.
- Richardia grandiflora (Cham. & Schltdl.) Steud.
- Richardia haenkeana (DC.) Steud.
- Richardia hastata Hook.
- Richardia humistrata (Cham. & Schltdl.) Steud.
- Richardia lateralis (Pohl ex DC.) Steud.
- Richardia lomensis (K. Krause) Standl.
- Richardia lutwychei N.E. Br.
- Richardia macrocarpa (Engl.) W. Watson
- Richardia melanoleuca Hook. f.
- Richardia montana Sessé & Moc.
- Richardia muricata (Griseb.) B.L. Rob.
- Richardia pectidifolia (Urb.) Borhidi
- Richardia pedicellata (K. Schum.) Kuntze
- Richardia pentlandii R. Whyte ex W. Watson
- Richardia pilosa Ruiz & Pav.
- Richardia procumbens Sessé & Moc.
- Richardia rehmannii (Engl.) N.E. Br. ex W. Harrow
- Richardia rigidifolia (K. Krause) Standl.
- Richardia rosea (A. St.-Hil.) Schult. & Schult. f.
- Richardia rossii Chalwin
- Richardia scabra L.
- Richardia schumannii W.H. Lewis & R.L. Oliv.
- Richardia sericea Walp.
- Richardia sparsa (Pohl ex DC.) Steud.
- Richardia sprengeri Comes
- Richardia stellaris (Cham. & Schltdl.) Steud.
- Richardia tricocca (Torr. & A. Gray) Standl.
- Richardia × cantabrigiensis Lynch